# Episode.0
Episode.0 è un singolo del cantante rock giapponese Gackt pubblicato il 13 luglio 2011.

## Tracce
1. Episode.0 – 4:36
2. Paranoid Doll – 4:24
3. Episode.0 (instrumental))
4. Paranoid Doll (instrumental)